# Valle Xalpa
Valle Xalpa är en ort i Mexiko.   Den ligger i kommunen Yecapixtla och delstaten Morelos, i den sydöstra delen av landet, 60 km söder om huvudstaden Mexico City. Valle Xalpa ligger 1 551 meter över havet och antalet invånare är 191.
Terrängen runt Valle Xalpa är kuperad norrut, men söderut är den platt. Runt Valle Xalpa är det tätbefolkat, med 613 invånare per kvadratkilometer. Närmaste större samhälle är Cuautla Morelos, 10,3 km sydväst om Valle Xalpa. Omgivningarna runt Valle Xalpa är en mosaik av jordbruksmark och naturlig växtlighet.